# United Service Organizations
Les United Service Organizations (USO) és una agrupació d'organitzacions sense ànim de lucre que proveeix serveis recreatius i de suport moral als membres de les Forces Armades dels Estats Units destacades per tot el món, amb 1,3 milions d'efectius en servei.

## Segona Guerra Mundial

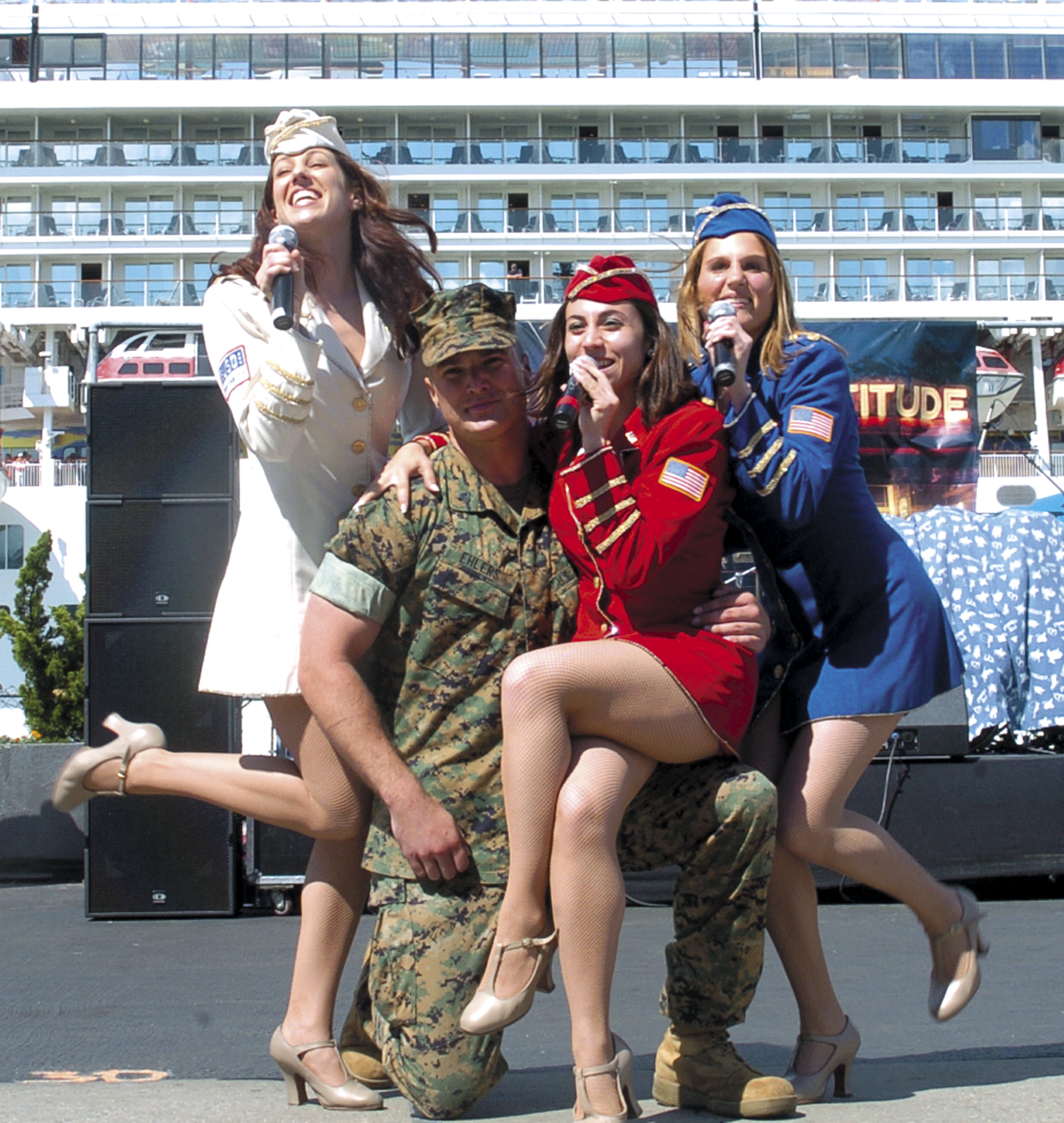
Tres activistes del United Service cantant-li a un infant de marina.

Just abans de l'entrada dels Estats Units en la Segona Guerra Mundial, en el mes de desembre de l'any 1941, el president Franklin Delano Roosevelt va proposar d'unir diverses associacions de servei en una sola entitat, per tal de canalitzar el suport del poble estatunidenc amb l'objectiu d'aixecar la moral de les seves tropes. Totes aquestes entitats, és a dir: l'Exèrcit de Salvació, la YMCA, els National Catholic Community Services, la National Travelers Aid Association i el National Jewish Welfare Board, van constituir les United Service Organizations (USO). D'aquesta manera, durant la Segona Guerra Mundial, les USO es van convertir en "la llar lluny de la llar" per als G.I., iniciant una tradició d'entreteniment per a les tropes que s'ha mantingut fins avui. Involucrar-se amb les USO era una de les moltes maneres que tenia la nació nord-americana de col·laborar unida amb l'esforç bèl·lic.

## Guerres de Corea i de Vietnam
Un cop finalitzada la Segona Guerra Mundial, la unió es va dissoldre l'any 1947, tot i que va ser reorganitzada l'any 1950 per tal de donar suport als combatents a la Guerra de Corea, i després va seguir oferint els seus serveis en temps de pau. Durant la Guerra de Corea, es van oferir espectacles per als soldats llatins, com per exemple el show de Pérez Prado i la seva ballarina de mambo, Evita Muñoz. Durant la Guerra del Vietnam, les actuacions dels membres de les USO en zones de combat es van produir de manera més esporàdica.